# 哈尔萨夫列尼地宫
哈尔萨夫列尼地宫（馬爾他語： [ɪpɔˈd͡ʒɛʊ̯ tɐ ħɐl sɐfˈlɪːnɪ]）是一座约建于马耳他萨夫利尼時期（约公元前3300-前3000年）的地宫，位于马耳他东南部的保拉市镇。研究者认为这座地宫最初可能是用作避难所，但后来成为史前时代的墓地。正因如此，在地宫发掘中，曾发现了超过七千具尸骨。哈尔萨夫列尼地宫是世界上发现的唯一一座史前时代地宫。
萨夫利尼是当地历史上的一个村庄，地宫因发现于其地下而得名。“萨夫利尼”源于阿拉伯-柏柏尔语，故此名必定产生于穆斯林占领马耳他之后，与史前地宫没有直接联系。

## 发现和保护

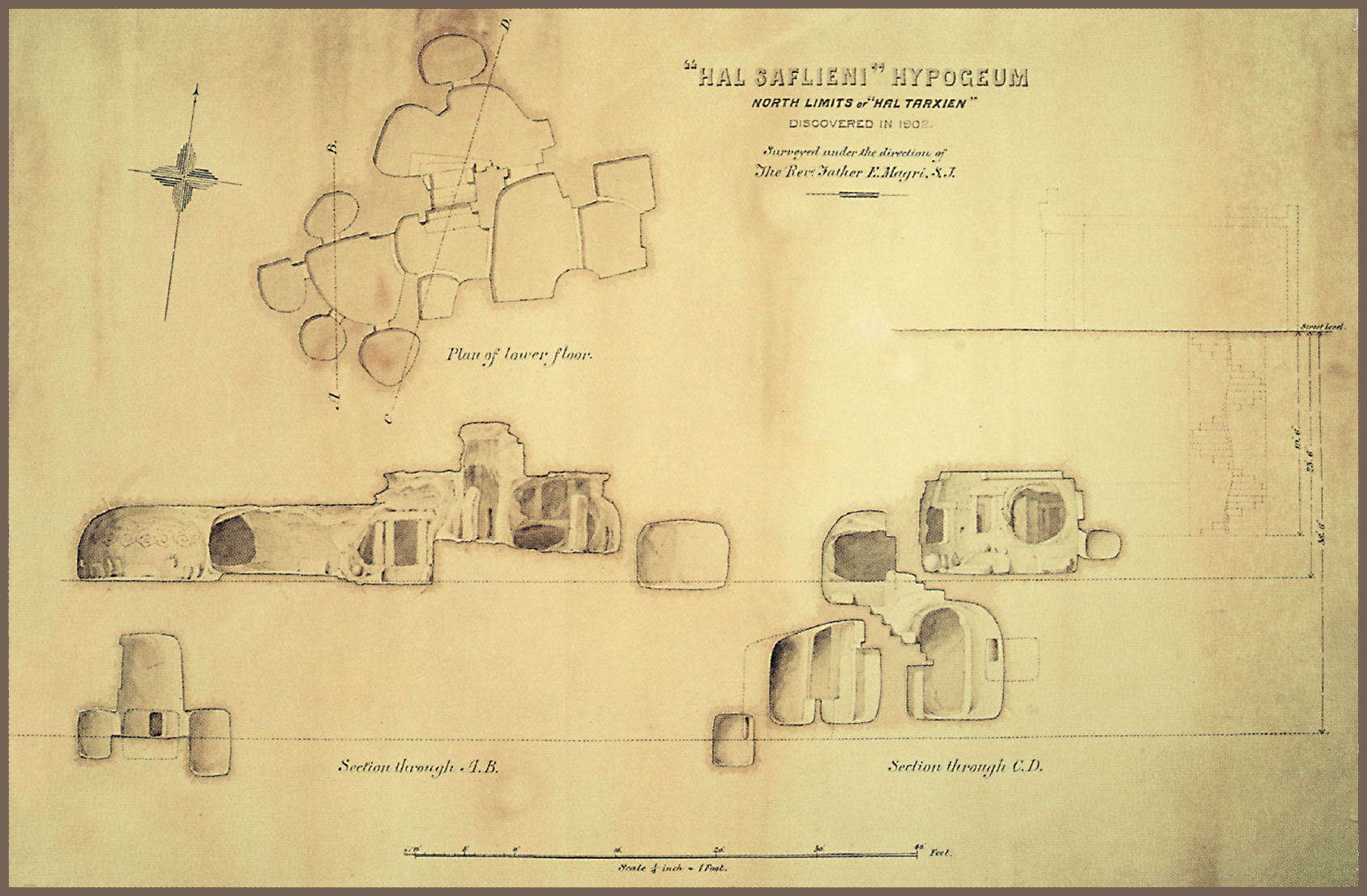
曼努埃尔·馬格里1907年所画的地宫地图

哈尔萨夫列尼地宫是在1902年被工人偶然发现的。当时工人们正在挖凿地下蓄水池，无意中挖开了地宫的顶部。工人们起初试图隐瞒这一发现，但最终还是被人知道了。
对地宫结构的研究要首先归功于耶稣会的神父曼努埃尔·馬格里，他代表博物馆委员会主持了从1903年11月开始的发掘，发掘报告还未问世，馬格里就于1907年去世了。之后的发掘工作由塞米斯托克利斯·扎米特爵士主持，1908年神庙开始对公众开放。
1912年1月，特克的玛丽在参加完德里举行的庆祝英王加冕仪式的回程途中参观了这里
1980年該地宮被列入世界遺產，马耳他发行了绘有哈尔萨夫列尼地宫的紀念郵票。
1990-1993年当局又组织对地宫进行了发掘，并从1991-2000年停止对外开放，进行了维修工作。地宫重新开放后，马耳他文物遗产管理局每天仅允许六十人进入，而地宫中的环境被严格控制。
2014年，一支国际考察队进入地宫，以研究其特有的声学效应。

## 结构
哈尔萨夫列尼地宫分为三层。地宫的第一层位于地面以下十米的地方，和圣保罗湾的Xemdija发现的其它史前墓地相似，这一层的某些房间最初是天然的洞穴，后来经过人工的修正和扩展。当最早的建造者发现第一层墓穴已无法容纳逝者需要之后，开始建造了第二层墓穴。第三层则并没有遗骨或祭品，只有水，暗示这里可能是储藏间，也许用于储藏粮食。

### 第二层

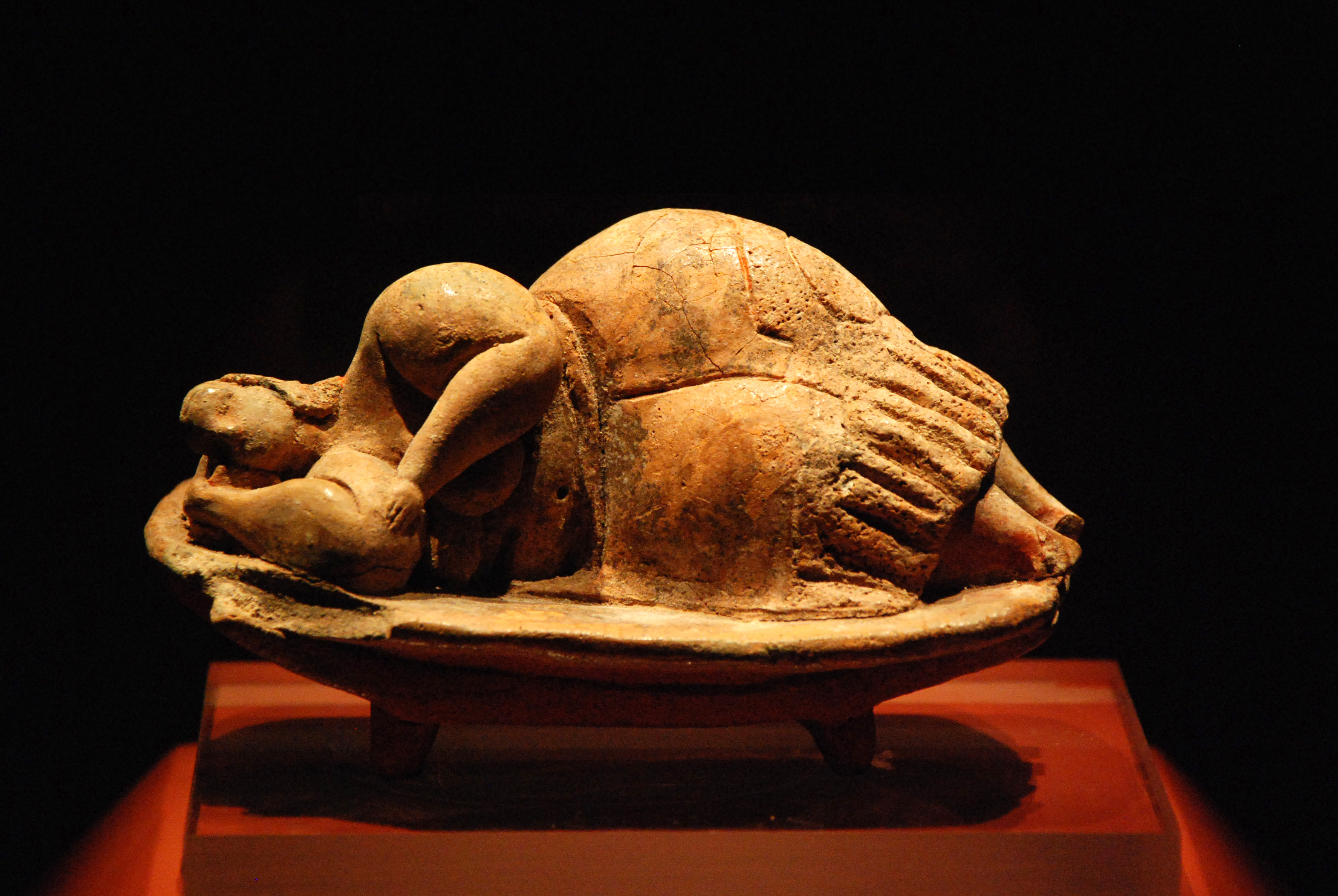
地宫二层发现的熟睡的妇人雕像

- 中殿：中殿类似圆形，是从岩石中开凿出来的。建有一些入口，这些入口由两块巨石上搭一块巨石构成。从中殿出发的通道有些是盲巷，还有一些通向其它房间。中殿墙壁的大部分被涂成赭红色。“熟睡的妇人”的小雕像就是在这个房间里被发现的。这一雕像现保存在马耳他首都瓦莱塔的马耳他国家考古博物馆。
- 神谕房间，该房间大致呈长方形，是最小的一间偏屋。其特征是可以使其中的任何声音产生回音效果。这一房间有精心绘制的天花板，包括用圆环形笔触涂抹出的赭红色螺旋线。
- 装饰的房间：在神谕房间外面，穿过锤子装饰的房间，右侧是另一个圆形的厅。入口右侧墙上有一个雕刻的人手印。
- 蛇坑，第二层有两米深的坑，也许是用来饲养毒蛇或者收取救济金的地方。